# مطار فانكوفر الدولي
مطار فانكوفر الدولي (إياتا: YVR، إيكاو: CYVR) هو مطار دولي رئيسي يخدم مدينة فانكوفر أكبر مدن مقاطعة كولومبيا البريطانية في كندا. ويقع على بعد 12 كم (7.5 ميل) من وسط مدينة فانكوفر في مدينة ريتشموند.
يصنف المطار في المرتبة الثانية من حيث حركة المسافرين والطائرات بين مطارات كندا (19.0 مليون) بعد مطار تورينتو الدولي. ويعتبر المطار كأحد المراكز الرئيسية لعمليات شركة طيران كندا وطيران كندا جاز وطيران ترانسات، ويدار المطار بواسطة سلطة مطار فانكوفر الدولي جزء من تنظيم وإدارات النقل في كندا.
يسير المطار رحلات جوية داخلية يومية و رحلات جوية دولية إلى أكثر من وجهة في جميع أنحاء الولايات المتحدة والمكسيك وآسيا وأوروبا وأمريكا الجنوبية وأمريكا الوسطى ومنطقة البحر الكاريبي .

## نبذة تاريخية
في عام 1927، رفض تشارلز لندبرغ إدراج مدينة فانكوفر في تقرير جولته عبر أمريكا الشمالية بسبب افتقار المدينة للمطار المناسب. وبعد ذلك بعامين، اشترت المدينة قطعة أرض في سي آيلاند لأغراض الطيران، بدلا من المدرج العشبي في مينورو بارك. وخلال الحرب العالمية الثانية تم تأجير المطار ومبناه الأصلي -الآن الصالة الجنوبية- للحكومة الاتحادية تحت إدارة وزارة الدفاع الوطني والنقل. واستخدم كقاعدة تدريب لسلاح الجو الملكي الكندي.وخلال تلك الفترة استغلت أموال التأجير لشراء أراض إضافية لحظائر جديدة وخطوط إنتاج لشركة بوينغ للطيران في كندا.
المبنى الرئيسي الحالي اكتمل في عام 1968، ومنذ ذلك الحين تم توسيع نطاقه ليشمل عدد من صالات الركاب للوجهات المحلية والدولية. المدرج الشمالي اكتمل في عام 1996.
مطار فانكوفر الدولي هو بوابة كندا من وإلى آسيا نظرا لقربه منها بالنسبة لبقية كندا و تسير عدة رحلات عبر المحيط الهادي من مطار فانكوفر الدولي أكثر من أي مطار آخر في كندا.
ومن المتوقع أن يتجاوز 22 مليون مسافرا سنويا في 2010 عند استضافة كندا لدورة الألعاب الأولمبية الشتوية لعام 2010.

## المنشآت

### صالات الركاب
لمطار فانكوفر الدولي أربعة صالات للركاب :
- الصالة الداخلية ، التي شيدت في عام 1968 وخضعت لأعمال تطوير شاملة مؤخرا.
- الصالة الدولية
- صالة الطيران العابر للحدود ، التي تم بناؤها حديثا في منتصف وأواخر التسعينات.
- الصالة الجنوبية ، وهي جزء من المبنى الأصلي ولا تزال قيد الاستخدام.

في حين يمكن النظر بأن نعتبر الصالة الداخلية والصالة الدولية مبنى واحد ينقسم إلى قسمين. تقع الصالة الجنوبية في منطقة منعزلة من المطار وتخدم شركات الطيران الإقليمية والتي تطير في معظمها داخل كولومبيا البريطانية. وتقع صالة الطيران العابر للحدود ضمن الصالة الدولية. ومنها تنطلق الرحلات الجوية إلى داخل الولايات المتحدة الأمريكية.

## شركات الطيران والوجهات
| شركـات طيـران                   | الوجهات | Refs          |
| ------------------------------- | --- | ------------- |
| طيران المكسيك                   | مطار بينيتو خواريز الدولي | [ 8 ]         |
| طيران كندا                      | مطار بكين العاصمة الدولي (معلقة)، مطار بريزبان، مطار كالغاري الدولي، Cancún، مطار أوهير الدولي، مطار دنفر الدولي، مطار دبي الدولي (تبدأ في 28 أكتوبر 2023)، Edmonton، مطار هاليفاكس الدولي، مطار هونغ كونغ الدولي، مطار هونولولو الدولي، مطار جورج بوش الدولي، Kahului، مطار هاري ريد الدولي، مطار لندن هيثرو، مطار لوس أنجلوس الدولي، مطار بينيتو خواريز الدولي، مطار ميامي الدولي، مطار مونتريال الدولي، مطار نيوآرك ليبرتي الدولي، Orange County ‏، Ottawa، مطار فينيكس سكاي هاربر الدولي، Puerto Vallarta ‏، مطار سان فرانسيسكو الدولي، مطار إنتشون الدولي، مطار شانغهاي بودنغ الدولي، مطار سيدني، مطار ناريتا الدولي، مطار تورونتو بيرسون الدولي، مطار واشنطن دولس الدولي، Winnipeg موسمي: مطار تيد ستيفنز أنكوراج الدولي، مطار أوكلاند الدولي، مطار أوستن برغستروم الدولي، مطار سوفارنابومي الدولي، مطار لوجان الدولي، مطار دبلن الدولي، مطار فرانكفورت، Ixtapa/Zihuatanejo، Kailua-Kona، Kelowna، مطار كانساي الدولي، Palm Springs ‏، San José del Cabo ‏، Saskatoon، Whitehorse، مطار زيورخ الدولي | [ 12 ]        |
| Air Canada Express              | Castlegar، Comox، Cranbrook، مطار دنفر الدولي، Fort St. John ‏، Kamloops، Kelowna، Nanaimo، Penticton، مطار بورتلاند الدولي، Prince George ‏، مطار الأمير روبرت، مطار ريجاينا الدولي ‏، Sacramento، مطار سان دييغو الدولي، Sandspit، مطار سان فرانسيسكو الدولي، Saskatoon، مطار سياتل تاكوما الدولي، Smithers، Terrace/Kitimat، Victoria، Yellowknife موسمي: Whitehorse | [ 12 ]        |
| Air Canada Rouge                | موسمي: Québec City ‏ | [ 13 ]        |
| طيران الصين                     | مطار بكين العاصمة الدولي | [ 15 ]        |
| الخطوط الجوية الفرنسية          | مطار باريس شارل ديغول | [ 16 ]        |
| طيران الهند                     | مطار انديرا غاندي الدولي | [ 17 ]        |
| طيران نيوزيلندا                 | مطار أوكلاند الدولي | [ 18 ]        |
| Air North                       | Kelowna، Victoria، Whitehorse موسمي: Yellowknife | [ 20 ]        |
| طيران ترانسات                   | موسمي: مطار مونتريال الدولي | [ 21 ]        |
| خطوط آلاسكا الجوية              | مطار بورتلاند الدولي (تستأنف 15 يونيو 2023)، مطار سياتل تاكوما الدولي | [ 23 ]        |
| خطوط كل اليابان الجوية          | مطار طوكيو هانيدا الدولي | [ 24 ]        |
| الخطوط الجوية الأمريكية         | مطار دالاس فورت ورث الدولي، مطار لوس أنجلوس الدولي موسمي: مطار أوهير الدولي | [ 25 ]        |
| إمريكان إيغل                    | موسمي: مطار لوس أنجلوس الدولي | [ 25 ]        |
| الخطوط الجوية البريطانية        | مطار لندن هيثرو موسمي: مطار غاتويك | [ 27 ]        |
| Canada Jetlines                 | مطار تورونتو بيرسون الدولي | [ 28 ]        |
| كاثي باسيفيك                    | مطار هونغ كونغ الدولي | [ 29 ]        |
| Central Mountain Air            | Campbell River ‏، Kamloops، Kelowna، Quesnel، Smithers، Williams Lake ‏ | [ 30 ]        |
| الخطوط الجوية الصينية           | مطار تايوان تاويوان الدولي | [ 31 ]        |
| خطوط شرق الصين الجوية           | مطار شانغهاي بودنغ الدولي | [ 33 ]        |
| كوندور للطيران                  | موسمي: مطار فرانكفورت | [ 34 ]        |
| Corilair                        | موسمي: Campbell River ‏ | [ 35 ]        |
| خطوط دلتا الجوية                | مطار منيابولس-سنت بول الدولي، مطار سولت ليك سيتي الدولي | [ 36 ]        |
| Delta Connection                | مطار سولت ليك سيتي الدولي، مطار سياتل تاكوما الدولي | [ 36 ]        |
| إديلويس إير                     | موسمي: مطار زيورخ الدولي | [ 37 ]        |
| إيفا للطيران                    | مطار تايوان تاويوان الدولي | [ 38 ]        |
| خطوط فيجي الجوية                | مطار نادي الدولي | [ 39 ]        |
| Flair Airlines                  | مطار كالغاري الدولي، Edmonton، Kelowna، Kitchener/Waterloo، مطار هاري ريد الدولي، London (ON) ‏، مطار لوس أنجلوس الدولي، مطار مونتريال الدولي، Ottawa، مطار سان فرانسيسكو الدولي، مطار تورونتو بيرسون الدولي، Winnipeg موسمي: Palm Springs ‏، Puerto Vallarta ‏، Saskatoon، Windsor (تبدأ في 10 يونيو 2023) | [ 46 ] [ 47 ] |
| Gulf Island Seaplanes           | Gabriola Island/Silva Bay ‏ | [ 48 ]        |
| خطوط هاينان الجوية              | مطار شينزين باوان الدولي | [ 49 ]        |
| Harbour Air Seaplanes           | Bedwell Harbour ‏، Comox Harbour ‏، Ganges Harbour ‏، Miners Bay ‏، Nanaimo Harbour ‏، سيشيلت (كولومبيا البريطانية)، Tofino، Victoria Airport ‏، Victoria Harbour ‏، Whistler/Green Lake ‏ | [ 51 ]        |
| Helijet                         | Nanaimo Harbour ‏، Vancouver Harbour ‏، Victoria Harbour ‏ | [ 52 ]        |
| طيران آيسلندا                   | مطار كيفلافيك الدولي | [ 53 ]        |
| Iskwew Air                      | Qualicum Beach ‏ | [ 54 ]        |
| الخطوط الجوية اليابانية         | مطار ناريتا الدولي | [ 55 ]        |
| خطوط جيت بلو الجوية             | مطار جون إف كينيدي الدولي موسمي: مطار لوجان الدولي (تبدأ في 15 يونيو 2023) | [ 57 ]        |
| الخطوط الجوية الملكية الهولندية | مطار سخيبول أمستردام | [ 58 ]        |
| كوريا للطيران                   | مطار إنتشون الدولي | [ 59 ]        |
| لوفتهانزا                       | مطار فرانكفورت موسمي: مطار ميونخ الدولي | [ 60 ]        |
| Lynx Air                        | مطار كالغاري الدولي، Edmonton، مطار تورونتو بيرسون الدولي، Winnipeg موسمي: مطار مونتريال الدولي (تبدأ في 26 يونيو 2023) | [ 62 ]        |
| Oceanside Air                   | Qualicum Beach ‏ | [ 63 ]        |
| Pacific Coastal Airlines        | Anahim Lake ‏، Bella Bella ‏، Bella Coola ‏، Campbell River ‏، Comox، Masset، Penticton، Port Hardy ‏، Powell River ‏، Prince George ‏، Tofino، Trail، Victoria، Williams Lake ‏ موسمي عارض: Revelstoke | [ 64 ]        |
| Pacific Seaplanes               | Bamfield، Galiano Island، Miners Bay ‏، Port Alberni ‏، Port Washington ‏، Thetis Island، Ucluelet | [ 65 ]        |
| الخطوط الجوية الفلبينية         | مطار نينوي أكوينو الدولي | [ 66 ]        |
| Porter Airlines                 | Ottawa (تبدأ في 27 يوليو 2023)، مطار تورونتو بيرسون الدولي | [ 68 ]        |
| كانتاس                          | مطار سيدني | [ 69 ]        |
| Salt Spring Air                 | Ganges Harbour ‏، Victoria Airport ‏ | [ 70 ]        |
| Seair Seaplanes                 | Bedwell Harbour ‏، Ganges Harbour ‏، Miners Bay ‏، Montague Harbour، Nanaimo Harbour ‏، Port Washington ‏ | [ 71 ]        |
| خطوط سيتشوان الجوية             | مطار جينغديو الجديد | [ 73 ]        |
| الخطوط الجوية السنغافورية       | مطار شانغي سنغافورة (تنتهي في 30 سبتمبر 2023) | [ 75 ] [ 76 ] |
| خطوط بلاد الشمس الجوية          | موسمي: مطار منيابولس-سنت بول الدولي | [ 77 ]        |
| Sunshine Coast Air              | Nanaimo Harbour ‏، سيشيلت (كولومبيا البريطانية) | [ 78 ]        |
| Sunwing Airlines                | مطار تورونتو بيرسون الدولي موسمي: Cancún، Huatulco، Ixtapa/Zihuatanejo، Manzanillo، Mazatlán، مطار سانجستر الدولي، Puerto Vallarta ‏، Punta Cana ‏، San José del Cabo ‏، Santa Clara ‏، Varadero | [ 79 ]        |
| Tofino Air                      | عارض: Tofino | [ 80 ]        |
| الخطوط الجوية التركية           | مطار إسطنبول الدولي | [ 81 ]        |
| الخطوط الجوية المتحدة           | مطار أوهير الدولي، مطار دنفر الدولي، مطار لوس أنجلوس الدولي، مطار سان فرانسيسكو الدولي موسمي: مطار جورج بوش الدولي، مطار نيوآرك ليبرتي الدولي | [ 82 ]        |
| United Express                  | مطار لوس أنجلوس الدولي، مطار سان فرانسيسكو الدولي | [ 82 ]        |
| ويست جت إيرلاينز ‏               | مطار كالغاري الدولي، Cancún، Edmonton، مطار هونولولو الدولي، Kahului، مطار هاري ريد الدولي، مطار لوس أنجلوس الدولي، Orange County ‏، مطار أورلاندو الدولي، Palm Springs ‏، Puerto Vallarta ‏، San José del Cabo ‏، مطار تورونتو بيرسون الدولي، Winnipeg موسمي: مطار هارتسفيلد جاكسون، مطار هاليفاكس الدولي، Huatulco، Kailua-Kona، Lihue، Mazatlán، مطار مونتريال الدولي، مطار ناشفيل الدولي، Ottawa، مطار فينيكس سكاي هاربر الدولي، مطار ريجاينا الدولي ‏، مطار سان دييغو الدولي، مطار سان فرانسيسكو الدولي، Saskatoon | [ 84 ]        |
| WestJet Encore                  | Fort St. John ‏، Kelowna، Prince George ‏، Terrace/Kitimat، Victoria | [ 84 ]        |
| WestJet Link                    | Comox، Cranbrook، Kamloops، Nanaimo | [ 84 ]        |
| خطوط زيامن الجوية               | مطار شيامن قاوتشي الدولي | [ 85 ]        |

## حوادث
حادثة مقتل روبرت زيكانسكي

## وصلات خارجية
- سلطة مطار فانكوفر الدولي
- صفحة مطار فانكوفر الدولي على ال Places to Fly